# Lophuda
Lophuda là một chi bướm đêm thuộc họ Erebidae.